# Балінт Мадяр
Балінт Мадяр (угор. Magyar Bálint, нар. 15 листопада 1952 в Будапешті) — угорський політик, соціолог, депутат парламенту й міністр. Один із засновників, і в 1998—2000 лідер, Альянсу вільних демократів (SzDSz).
Його книжка «Magyar polip — A posztkommunista maffiaállam» (2013) описує сучасну Угорщину як мафіозну державу.

## Життєпис
Закінчив у 1977 студії з соціології та історії в  Університеті ім. Етвоша Лоранда. З 1977 до 1990 року він працював викладачем в університеті..
Співзасновник Альянсу вільних демократів. За списком цієї партії в 1990 році вперше був обраний до  Національні Зборів. Переобирався в 1994, 1998, 2002 і 2006 роках. З січня 1996 по липень 1998 року був міністром освіти і культури, з травня 2002 року по червень 2006 року знову очолював міністерство освіти. З січня 2007 по квітень 2008 року обіймав посаду державного секретаря в канцелярії прем'єр-міністра, відповідального за політику в галузі розвитку.
У 2008—2012 роках входив до складу Ради керівників Європейського інституту інновацій та технологій.

## Праці
- Magyar Bálint. Magyar polip – a posztkommunista maffiaállam :  [уг.]. — Noran Libro. — 2013. — 426 p. — ISBN 9786155274497.
  - (рос.) Мадьяр, Балинт. Анатомия посткоммунистического мафиозного государства: На примере Венгрии / пер. с венг. П. Борисова. — Новое литературное обозрение. — М., 2016. — 392 с. — ISBN 978-5-4448-0564-0.